# Olpe (Gefäß)

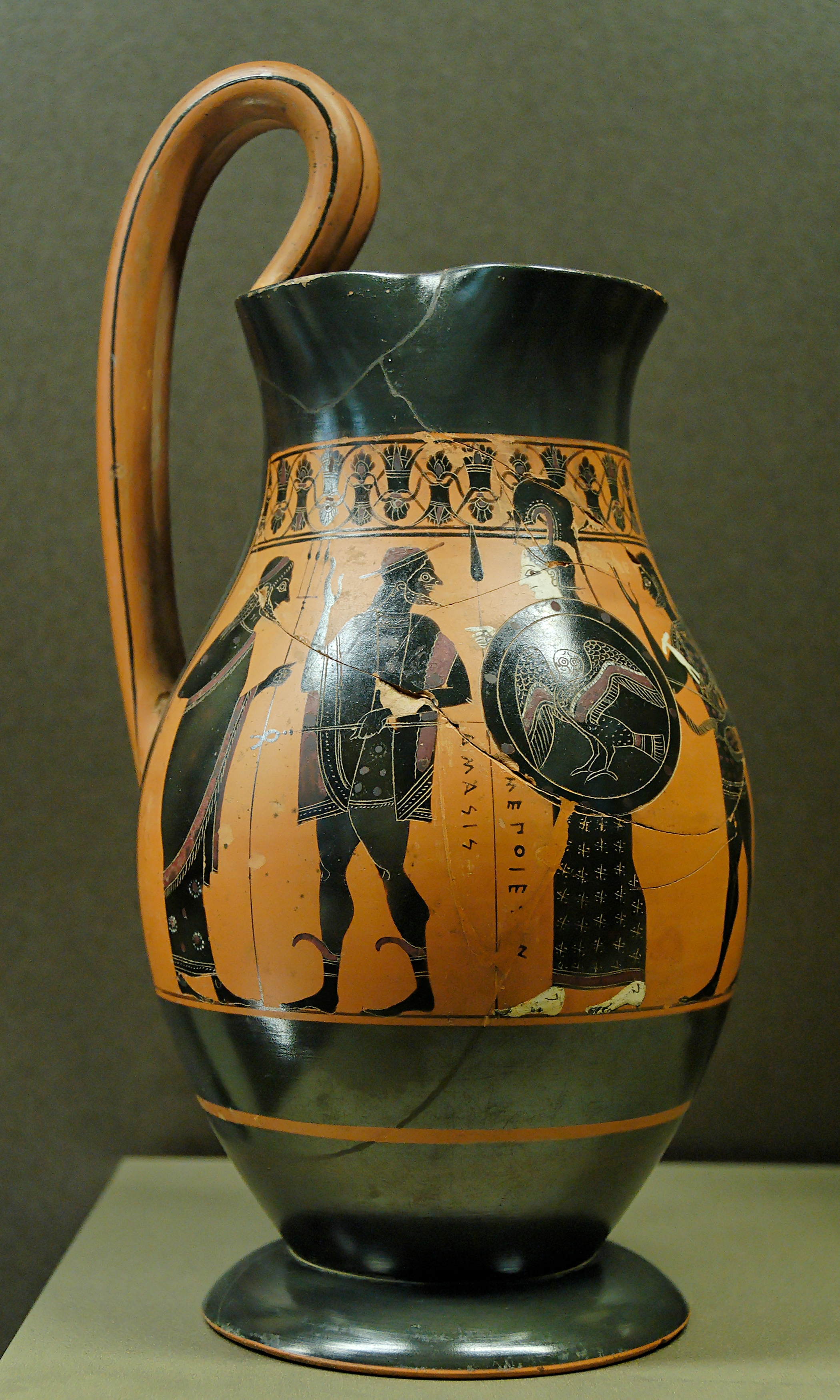
Olpe, getöpfert von Amasis, bemalt vom Amasis-Maler, attische, schwarzfigurige Vasenmalerei, 550–530 v. Chr., Louvre

Eine Olpe (altgriechisch ὄλπη ólpē) ist eine altgriechische Kanne zur Aufbewahrung von Salböl und Wein und eine kleinere Sonderform der Oinochoe. Sie hat einen dickbauchigen Unterbau, der in fließender Kontur an der weiten, runden Mündung endet. Ein Henkel ist seitlich befestigt. Die Mündungen einiger früher Exemplare sind in Kleeblattform gestaltet (Kleeblattkanne), später wurde eine runde Öffnung üblich. 
Der bekannteste Fund einer Olpe ist die sogenannte Chigi-Kanne, die um 640 v. Chr. hergestellt wurde und heute im Museo Nazionale Etrusco di Villa Giulia in Rom ausgestellt ist. Es ist nicht völlig sicher, ob der aus der Antike belegte Begriff „Olpe“ tatsächlich diesen archäologisch definierten Gefäßtyp beschreibt.